# Суон-Лейк (тауншип, Миннесота)
Суон-Лейк (англ. Swan Lake) — тауншип в округе Стивенс, Миннесота, США. На 2000 год его население составило 210 человек.

## География
По данным Бюро переписи населения США площадь тауншипа составляет 93,4 км², из которых 86,6 км² занимает суша, а 6,8 км² — вода (7,30 %).

## Демография
По данным переписи населения 2000 года здесь находились 210 человек, 80 домохозяйств и 65 семей.  Плотность населения —  2,4 чел./км².  На территории тауншипа расположено 102 постройки со средней плотностью 1,2 построек на один квадратный километр. Расовый состав населения: 99,05 % белых, 0,48 % c Тихоокеанских островов, 0,48 % — других рас США. Испанцы или латиноамериканцы любой расы составляли 0,95 % от популяции тауншипа.
Из 80 домохозяйств в 36,3 % воспитывались дети до 18 лет, в 78,8 % проживали супружеские пары, в 1,3 % проживали незамужние женщины и в 18,8 % домохозяйств проживали несемейные люди. 18,8 % домохозяйств состояли из одного человека, при том 6,3 % из — одиноких пожилых людей старше 65 лет. Средний размер домохозяйства — 2,63, а семьи — 2,94 человека.
24,8 % населения — младше 18 лет, 5,7 % — в возрасте от 18 до 24 лет, 25,2 % — от 25 до 44, 32,4 % — от 45 до 64, и 11,9 % — старше 65 лет. Средний возраст — 42 года. На каждые 100 женщин приходилось 92,7 мужчин.  На каждые 100 женщин старше 18 приходилось 110,7 мужчин.
Средний годовой доход домохозяйства составлял 39 375 долларов, а средний годовой доход семьи —  44 375 долларов. Средний доход мужчин —  29 375  долларов, в то время как у женщин — 18 125. Доход на душу населения составил 15 789 долларов. За чертой бедности находились 1,6 % семей и 6,0 % всего населения тауншипа, из которых 6,7 % младше 18 и 14,3 % старше 65 лет.